# Aethes lygrana
Aethes lygrana es una especie de polilla del género Aethes, categorizada en la tribu Cochylini, de la subfamilia Tortricinae.

## Distribución
Se distribuye por Israel.

## Taxonomía
Fue descrita por Karisch en 1992 y publicada en (Aethes), Dt. ent. Z. Berlin 39: 204.